# Helena Krajewska
Helena Malarewicz-Krajewska (ur. 14 lipca 1910 w Tykocinie, zm. 7 maja 1998 w Warszawie) – polska malarka, zwolenniczka realizmu socjalistycznego.

## Życiorys
Studiowała w latach 1928–1929 w Wolnej Szkole Malarstwa i Rysunku w Krakowie, w latach 1929–1934 w Akademii Sztuk Pięknych w Warszawie: malarstwo u Mieczysława Kotarbińskiego i Felicjana Szczęsnego Kowarskiego oraz grafikę u Władysława Skoczylasa i Leona Wyczółkowskiego. W czasie studiów w warszawskiej ASP działała w Związku Niezależnej Młodzieży Socjalistycznej „Życie”.
Po ukończeniu studiów przystąpiła wraz z mężem Juliuszem Krajewskim (1905–1992) do grupy artystycznej Czapka Frygijska skupiającej malarzy o poglądach lewicowych, i uczestniczyła w wystawach tej grupy.
W czasie okupacji niemieckiej przebywała na Lubelszczyźnie, utrzymując się z pracy fizycznej.
Pod koniec 1945 roku Helena i Juliusz Krajewscy zamieszkali w Warszawie. Helena Krajewska brała udział w tworzeniu pierwszego w PRL Związku Plastyków. Krajewscy zostali członkami organizacji partyjnej PPR przy Związku Plastyków.
W roku 1947 została Prezesem Zarządu Okręgu Warszawskiego Związku Polskich Artystów Plastyków, a w roku 1948 sekretarzem POP PZPR przy ZPAP.
Po ogłoszeniu w roku 1949 obowiązującej doktryny realizmu socjalistycznego, wraz z mężem stworzyła wiele obrazów o tytułach np. „Ziemia chłopom”, „Podziękowanie traktorzyście”, „Towarzysz Bierut wśród robotników”, „Brygada młodzieżowa na szybkościowcu”.
Helena Krajewska w roku 1952 została członkiem grupy „Malarzy realistów”.
W latach 1950–1954 i 1962–1973 była redaktorem naczelnym „Przeglądu Artystycznego”
Była autorką wielu artykułów o sztuce. Helena Krajewską jest również autorką tomiku poezji dla dzieci „Paki – Pataki”, wyd. Czytelnik, Warszawa 1958. Zajmowała się też tłumaczeniami. Niektóre publikacje podpisywała pseudonimem „Feliks Mizura”.
W grudniu 1985 Zachęta Narodowa Galeria Sztuki zorganizowała wystawę obrazów Heleny i Juliusza Krajewskich. Po roku 1989 niektóre obrazy Krajewskich zostały przekazane do galerii sztuki socrealistycznej muzeum Zamoyskich w Kozłówce.

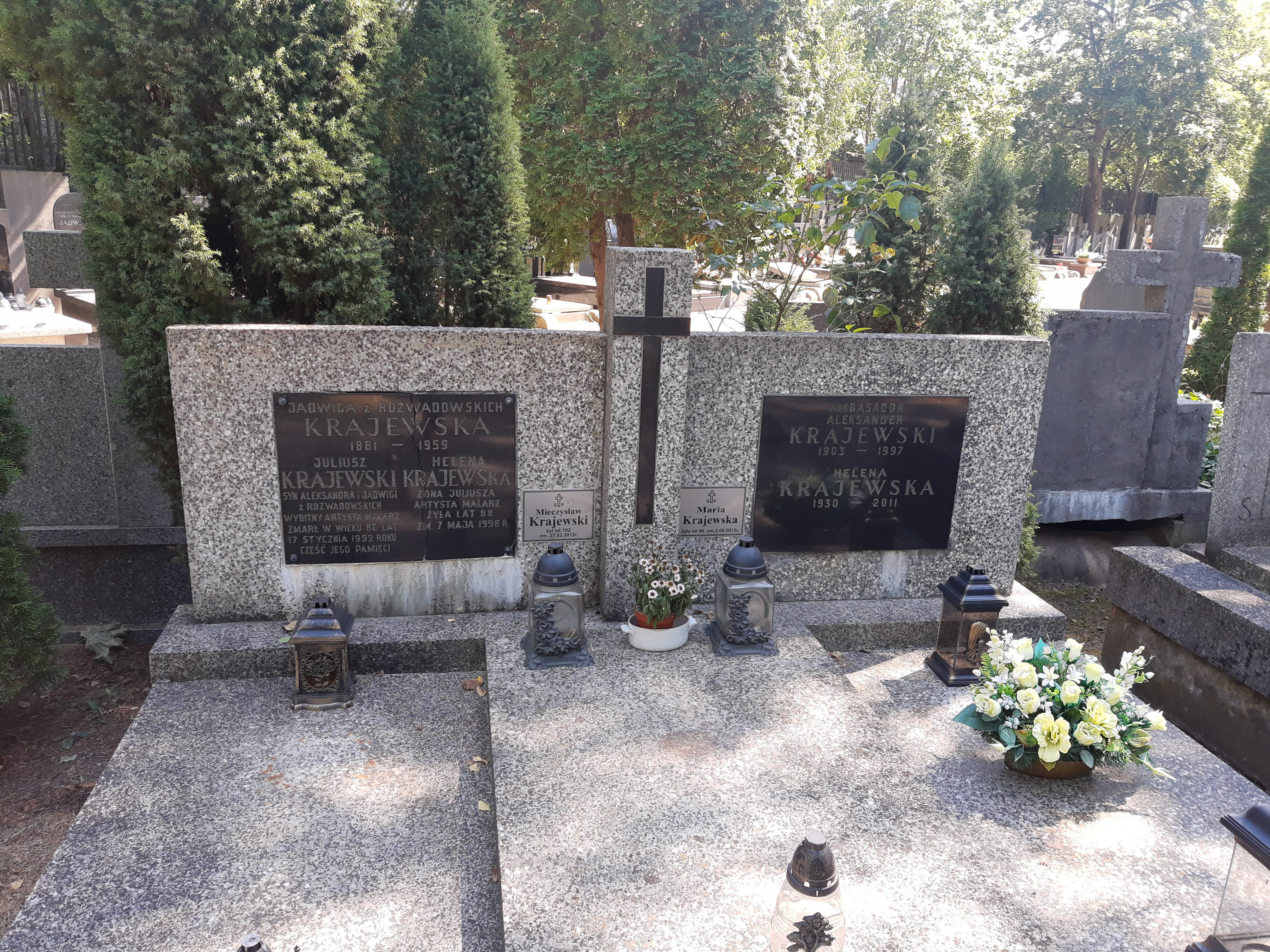
Grób rodzinny Jadwigi Jasieńczyk-Krajewskiej na cmentarzu Wojskowym na Powązkach, w którym spoczywają Helena Krajewska i jej mąż Juliusz Krajewski.

Pochowana na cmentarzu Wojskowym na Powązkach w Warszawie (kwatera GII DOD-3-5/6).